# CSKA Sofia (handball)
La section handball du CSKA Sofia (en bulgare : ПФК ЦСКА София, Централен Спортен Клуб на Армията) est un club bulgare de handball basé à Sofia, section du club omnisports le CSKA Sofia. Il possède une section masculine et une section féminine.

## Historiques
La section handball du célèbre club de l'armée de Sofia, le CSKA Sofia, est un des plus grands clubs de handball bulgare avec le VIF Dimitrov Sofia.
En effet, le club compte à son actif de multiples campagnes européennes ainsi que de nombreux titres dont vingt-deux titres de champion de Bulgarie et dix-huit Coupes de Bulgarie.

## Palmarès
Section masculine
- Championnat de Bulgarie
  - Vainqueur (10) : 1961, 1962, 1964, 1965, 1967, 1970, 1980, 1982, 1986, 1988
- Coupe de Bulgarie (bg)
  - Vainqueur (10) : 1981, 1982, 1984, 1985, 1987, 1988, 1990, 1991, 1992, 2002

Section féminine
- Championnat de Bulgarie (hu)
  - Vainqueur (12) : 1973, 1974, 1975, 1976, 1978, 1983, 1985, 1987, 1989, 1990, 1991, 1992
- Coupe de Bulgarie (bg)
  - Vainqueur (8) : 1975, 1976, 1982, 1984, 1985, 1988, 1989, 1992